# As Sandálias do Pescador
The Shoes of the Fisherman é um livro de Morris West publicado em 1963 que também se tornou um filme em 1968.
O livro conta a história da eleição de um papa originário de um país do leste europeu cujo papado transformaria as estruturas de Igreja Católica. 